# Chorizema aciculare
Chorizema aciculare är en ärtväxtart som först beskrevs av Dc., och fick sitt nu gällande namn av Arthur William Hill. Chorizema aciculare ingår i släktet Chorizema och familjen ärtväxter. Inga underarter finns listade i Catalogue of Life.